# Aloísio Lorscheider
Dom Frei Aloísio Leo Arlindo Lorscheider O.F.M. (Estrela, 8 de outubro de 1924 – Porto Alegre, 23 de dezembro de 2007) foi um sacerdote frade franciscano e cardeal brasileiro, além de ter sido presidente da Conferência Nacional dos Bispos do Brasil, a CNBB.

## Vida
Dom Frei Aloísio Lorscheider ou Cardeal Lorscheider, como ficou conhecido, nasceu a 8 de outubro de 1924, em Picada Geraldo, Estrela, no Rio Grande do Sul. Neto de alemães, eram seus pais José Aloysio Lorscheider e Verônica Gerhardt Lorscheider.
Fez o curso primário em Picada Winck, em Lajeado, e em Palanque e Venâncio Aires. Ingressou em 1934 no Seminário dos padres franciscanos, em Taquari, onde fez os cursos ginasial e colegial.
Em 1942, fez o Noviciado e o primeiro ano de Filosofia no Convento São Boaventura, em Daltro Filho e Garibaldi. Em 1944, foi transferido para o Convento Santo Antônio, em Divinópolis, Minas Gerais, onde terminou o curso de Filosofia e fez o curso de Teologia. Passou a adotar o nome religioso de Frei Aloísio, nome que conservou até o final de sua vida.

## Sacerdócio
Foi ordenado sacerdote a 22 de agosto de 1948, em Divinópolis.
Como sacerdote, lecionou latim, alemão e matemática no Seminário Seráfico, em Taquari. No final do mesmo ano, foi enviado a Roma, ao Pontifício Ateneu Antoniano, para especializar-se em Teologia Dogmática. No mês de junho de 1952, defendeu sua tese doutoral, sendo promovido com nota máxima: summa cum laude.
Regressando de Roma, tornou a lecionar no Seminário Seráfico, em Taquari, até que, em 1953, foi nomeado professor de Teologia Dogmática no Convento Santo Antonio, em Divinópolis.
Durante 6 anos, lecionou Teologia e ocupou sucessivamente os cargos de Comissário Provincial da Ordem Franciscana Secular, Conselheiro Provincial e Mestre dos Estudantes de Teologia e dos Candidatos ao estado de Irmão Franciscano. Além de Teologia Dogmática, lecionou Liturgia, Espiritualidade e Ação Católica, e foi assistente do Círculo Operário Divinopolitano.
Em 1958, tomou parte no Congresso Mariológico Internacional, em Lourdes, França. No mesmo ano, foi chamado a Roma para lecionar Teologia Dogmática no Pontifício Ateneo Antoniano.
Em 1959, foi nomeado Visitador Geral para a Província Franciscana em Portugal. No mesmo ano, de volta da visita canônica, recebeu o encargo de Mestre dos Padres Franciscanos que estudavam nas várias Universidades de Roma.

## Episcopado
No dia 3 de fevereiro de 1962, foi nomeado pelo Papa João XXIII como bispo da recém-criada Diocese de Santo Ângelo. No dia 20 de maio de 1962, recebeu a ordenação episcopal na Catedral Metropolitana de Porto Alegre. Adotou como lema de seu episcopado IN CRUCE SALUS ET VITA (Na Cruz, a Salvação e a Vida). No dia 12 de junho, tomou posse na Diocese e, por 11 anos, foi seu bispo diocesano.
Em novembro de 1963, foi eleito pela Assembleia do Concílio Vaticano II como membro das Comissões Conciliares, nomeadamente para a Secretaria de União dos Cristãos. Tomou parte como "padre conciliar" de todas as sessões do Concílio Vaticano II, de 1962 a 1965.
Pertenceu ao quadro dos dirigentes da CNBB a partir de 1968, como Secretário Geral e como Presidente, duas vezes consecutivas de 1971 a 1975 e 1975 a 1978.
Em outubro de 1970, quando era Secretário-geral da CNBB, Dom Aloísio foi preso durante uma ação do Departamento de Ordem Política e Social (DOPS) na sede do Instituto Brasileiro de Desenvolvimento (Ibrades), o que contribuiu para alterar o posicionamento da Igreja Católica em relação ao Regime Militar.
Em 1972, foi eleito primeiro Vice-Presidente do Conselho Episcopal Latino-Americano CELAM, sendo reeleito em 1975. Em 1976, assumiu a presidência do mesmo organismo, em virtude da transferência do titular, Dom Eduardo Peronio, Bispo de Mar del Plata, nomeado Cardeal, para a Prefeitura da Congregação dos Religiosos, com sede no Vaticano.
Foi eleito Vice-Presidente da Cáritas Internacional e reeleito em 1972, assumindo a Presidência em fevereiro de 1974, em razão do estado de saúde do Monsenhor Vath, o Presidente, falecido em 1976.
No dia 4 de abril de 1973, o papa Paulo VI nomeou-o Arcebispo de Fortaleza. No dia 5 de agosto do mesmo ano, tomou posse naquela Arquidiocese.

## Cardinalato
No dia 24 de abril de 1976, Paulo VI nomeou-o Cardeal, e em 24 de maio recebeu a investidura do Cardinalato, com o título de São Pedro in Montorio. Tomou parte nos dois conclaves em 1978, que elegeram os papas João Paulo I e João Paulo II. Foi o sétimo cardeal brasileiro.
Em 1995, com problemas cardíacos, ele solicitou ao Papa João Paulo II sua transferência para uma diocese menor. Foi atendido e transferido de Fortaleza para a Arquidiocese de Aparecida, tomando posse no dia 18 de agosto do mesmo ano.
Em maio de 1996, em Guadalajara, no México, participou do II Encontro de Presidentes da CED (Comissão Episcopal de Doutrina).
Em 1997 recebeu o Pálio das mãos do papa João Paulo II. No mesmo ano, fez parte do Sínodo dos Bispos para a América.

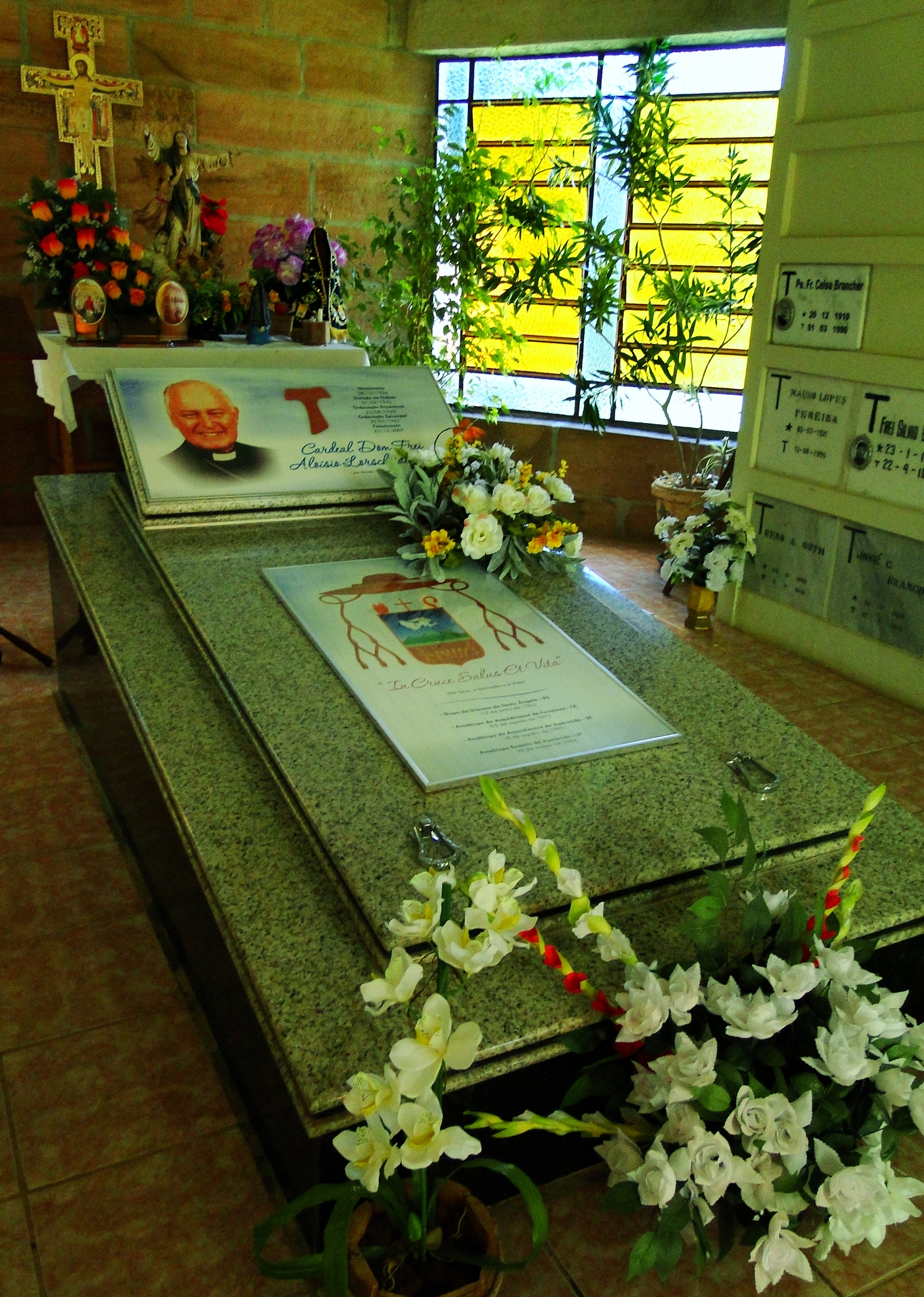
O túmulo de dom Aloísio.

Dedicou particular atenção ao clero, no qual procurou desenvolver um profundo sentido de comunhão eclesial e um singular impulso apostólico. A sua atividade junto aos organismos da Santa Sé foi intensa. Participou de todas as assembleias ordinárias do Sínodo dos Bispos, distinguindo-se nas suas intervenções devido à solidez da doutrina e à prudência pastoral. Sagrou dez bispos e ordenou inúmeros sacerdotes.
Em 2000, com 76 anos, anunciou sua renúncia, já que pelas regras da Igreja Católica era obrigado a renunciar ao cargo por ter passado dos 75 anos. Afirmou, na ocasião, que se fosse por vontade própria continuaria em Aparecida.
Em 28 de janeiro de 2004, recebeu a notícia da aceitação de sua renúncia e em 25 de março do mesmo ano entregou a arquidiocese para Dom Raymundo Damasceno Assis, tornando-se, assim, arcebispo emérito de Aparecida.
Em seguida, retornou para o Convento dos Franciscanos, em Porto Alegre, onde passou seus últimos dias. Faleceu às 5h30min do dia 23 de dezembro de 2007, no Hospital São Francisco, em Porto Alegre, onde estava internado havia quase um mês.

## Curiosidades
Foi o único cardeal brasileiro até hoje a receber votos em um dos conclaves (segundo conclave de 1978),
No filme The Godfather: Part III, O Poderoso Chefão parte 3, é citado durante a votação para eleição do novo papa, em 1978, em que foi eleito o papa João Paulo I.
Perguntado, na sua posse como Arcebispo de Aparecida, sobre quais medidas tomaria para conter a saída dos fiéis da Igreja Católica, D. Aloísio retrucou dizendo que havia um engano nessa informação, porque quem saiu da Igreja Católica não foram os fiéis, e sim os infiéis, recebendo o aplauso de todos.
Esteve presente na Inauguração do 1.º Centro de Evangelização da Comunidade Católica Shalom em 9 de Julho de 1982, em Fortaleza-CE.
Em 15 de março de 1994, foi tomado como refém por detentos do Instituto Penal Paulo Sarasate, em Fortaleza, enquanto acompanhava uma visita da Pastoral Carcerária. A visita havia sido marcada pelo próprio dom Aloísio, devido a reclamações dos presos em relação às instalações e à superlotação. A vistoria começou às 9h, e D. Aloísio já havia passado por todas as celas quando, por volta das 10h, o detento Antônio Carlos de Souza Barbosa, o Carioca, o imobilizou. Houve troca de tiros após um policial reagir, dois detentos morreram e um soldado ficou ferido. As negociações duraram 13 horas e, já perto da meia-noite, os detentos, após terem alguns de seus pedidos atendidos,  fugiram com os reféns, entre os quais estava Dom Aloísio, para o sítio de um dos fugitivos, o Fazendeiro, em Ibaretama. Dom Aloísio pediu que fosse o último dos reféns a ser libertado, o que aconteceu 20 horas depois, após intensa mobilização da polícia cearense. Ao ser libertado, disse que rezaria pelos sequestradores e chegou a lavar os pés de alguns deles durante uma missa da Quinta-Feira Santa.
Enquanto estudava no Pontifício Ateneo Antoniano, tinha como hábito assumir a limpeza dos corredores e lavatórios. A prática, dizia, servia para exercitar a humildade de um bom discípulo de São Francisco de Assis.

## Restos mortais
O corpo do Cardeal Lorscheider foi sepultado no Cemitério dos Franciscanos junto ao Convento São Boaventura em Imigrante. Nos anos que transcorreram sua páscoa, várias foram as solicitações advindas das dioceses por onde passou o Cardeal. Em 3 de julho de 2018, foi decidida pela província franciscana e a Arquidiocese de Aparecida a transladação dos restos mortais de Dom Aloísio Lorscheider. Seus restos mortais estão sepultados em quatro locais: na capela do Convento Franciscano São Boaventura e nas catedrais de Aparecida, Santo Ângelo e Fortaleza.

## Ordenações episcopais
Dom Aloísio foi o principal celebrante das ordenações episcopais de:
- Estanislau Amadeu Kreutz (1972)
- Cláudio Cardeal Hummes, O.F.M. (1975)
- Patrício José Hanrahan, C.Ss.R. (1979)
- Geraldo Nascimento, O.F.M.Cap. (1982)
- Benedito Francisco de Albuquerque (1985)
- Francisco Javier Hernández Arnedo, O.A.R. (1991)
- Carmo João Rhoden, S.C.J. (1996)
- Luís Flávio Cappio, O.F.M. (1997)
- Irineu Sílvio Wilges, O.F.M. (2000)
- Joércio Gonçalves Pereira, C.Ss.R. (2006)

Dom Aloísio foi concelebrante nas ordenações episcopais de:
- Costantino Trapani, O.F.M. (1962)
- José Ivo Lorscheiter (1966)
- Adalberto Paulo da Silva, O.F.M.Cap. (1975)
- Marcelo Pinto Carvalheira (1975)

## Livros sobre Dom Aloísio
Em 2005, D. Aloísio concedeu uma entrevista que resultou na publicação do livro "Mantenham as lâmpadas acesas: revisitando o caminho, recriando a caminhada", publicado em 2008.
Em 2013, a CNBB publicou o livro “Dom Aloísio Lorscheider – Nenhuma Partida é Inútil”, de autoria da Irmã Maria Crismanda Saraiva de Oliveira, um registro histórico da atividade pastoral de D. Aloísio na Arquidiocese de Fortaleza, entre os anos de 1974 e 1996.